# Юнацька збірна Індії з футболу (U-17)
Юнацька збірна Індії з футболу (U-17) — національна футбольна збірна Індії, що складається із гравців віком до 17 років. Керівництво командою здійснює Всеіндійська футбольна федерація.
Головним континентальним турніром для команди є Юнацький кубок Азії, який з 2008 року розігрується серед команд з віковим обмеженням до 16 років, і успішний виступ на якому дозволяє отримати путівку на Чемпіонат світу (U-17). Також може брати участь у товариських і регіональних змаганнях, зокрема у Юнацькому чемпіонаті ФФПА, юнацькій першості серед країн, що входять до Футбольної асоціації Центральної Азії.
Протягом 1980-х років брала участь у відбіркових турнірах на світову першість у форматі U-16.

## Виступи на міжнародних турнірах

### Юнацький чемпіонат світу (U-17)
| Статистика чемпіонатів світу (U-17) | Статистика чемпіонатів світу (U-17) | Статистика чемпіонатів світу (U-17) | Статистика чемпіонатів світу (U-17) | Статистика чемпіонатів світу (U-17) | Статистика чемпіонатів світу (U-17) | Статистика чемпіонатів світу (U-17) | Статистика чемпіонатів світу (U-17) | Статистика чемпіонатів світу (U-17) |
| Рік                                 | Результат                           | Місце                               | І                                   | В                                   | Н                                   | П                                   | Г+                                  | Г-                                  |
| ----------------------------------- | ----------------------------------- | ----------------------------------- | ----------------------------------- | ----------------------------------- | ----------------------------------- | ----------------------------------- | ----------------------------------- | ----------------------------------- |
| 1985 – 2015                         | не кваліфікувалася                  | не кваліфікувалася                  | не кваліфікувалася                  | не кваліфікувалася                  | не кваліфікувалася                  | не кваліфікувалася                  | не кваліфікувалася                  | не кваліфікувалася                  |
| 2017                                | груповий етап                       | 24-е                                | 3                                   | 0                                   | 0                                   | 3                                   | 1                                   | 9                                   |
| 2019                                | не кваліфікувалася                  | не кваліфікувалася                  | не кваліфікувалася                  | не кваліфікувалася                  | не кваліфікувалася                  | не кваліфікувалася                  | не кваліфікувалася                  | не кваліфікувалася                  |
| 2021                                | не визначено                        | не визначено                        | не визначено                        | не визначено                        | не визначено                        | не визначено                        | не визначено                        | не визначено                        |
| Усього                              | 1/19                                | 0 перемог                           | 3                                   | 0                                   | 0                                   | 3                                   | 1                                   | 9                                   |

### Юнацький кубок Азії з футболу
| Юнацький кубок Азії | Юнацький кубок Азії | Юнацький кубок Азії | Юнацький кубок Азії | Юнацький кубок Азії | Юнацький кубок Азії | Юнацький кубок Азії | Юнацький кубок Азії | Юнацький кубок Азії |
| Господар / Рік      | Результат           | Місце               | І                   | В                   | Н                   | П                   | Г+                  | Г-                  |
| ------------------- | ------------------- | ------------------- | ------------------- | ------------------- | ------------------- | ------------------- | ------------------- | ------------------- |
| 1985                | не кваліфікувалася  | не кваліфікувалася  | не кваліфікувалася  | не кваліфікувалася  | не кваліфікувалася  | не кваліфікувалася  | не кваліфікувалася  | не кваліфікувалася  |
| 1986                | не кваліфікувалася  | не кваліфікувалася  | не кваліфікувалася  | не кваліфікувалася  | не кваліфікувалася  | не кваліфікувалася  | не кваліфікувалася  | не кваліфікувалася  |
| 1988                | не кваліфікувалася  | не кваліфікувалася  | не кваліфікувалася  | не кваліфікувалася  | не кваліфікувалася  | не кваліфікувалася  | не кваліфікувалася  | не кваліфікувалася  |
| 1990                | груповий етап       | -                   | 3                   | 1                   | 0                   | 2                   | 2                   | 6                   |
| 1992                | не кваліфікувалася  | не кваліфікувалася  | не кваліфікувалася  | не кваліфікувалася  | не кваліфікувалася  | не кваліфікувалася  | не кваліфікувалася  | не кваліфікувалася  |
| 1994                | не кваліфікувалася  | не кваліфікувалася  | не кваліфікувалася  | не кваліфікувалася  | не кваліфікувалася  | не кваліфікувалася  | не кваліфікувалася  | не кваліфікувалася  |
| 1996                | груповий етап       | -                   | 4                   | 1                   | 0                   | 3                   | 6                   | 16                  |
| 1998                | не кваліфікувалася  | не кваліфікувалася  | не кваліфікувалася  | не кваліфікувалася  | не кваліфікувалася  | не кваліфікувалася  | не кваліфікувалася  | не кваліфікувалася  |
| 2000                | не кваліфікувалася  | не кваліфікувалася  | не кваліфікувалася  | не кваліфікувалася  | не кваліфікувалася  | не кваліфікувалася  | не кваліфікувалася  | не кваліфікувалася  |
| 2002                | чвертьфінали        |                     | 4                   | 1                   | 1                   | 2                   | 7                   | 9                   |
| 2004                | груповий етап       | -                   | 3                   | 1                   | 0                   | 2                   | 3                   | 4                   |
| 2006                | не кваліфікувалася  | не кваліфікувалася  | не кваліфікувалася  | не кваліфікувалася  | не кваліфікувалася  | не кваліфікувалася  | не кваліфікувалася  | не кваліфікувалася  |
| 2008                | груповий етап       | -                   | 3                   | 1                   | 0                   | 2                   | 3                   | 8                   |
| 2010                | не кваліфікувалася  | не кваліфікувалася  | не кваліфікувалася  | не кваліфікувалася  | не кваліфікувалася  | не кваліфікувалася  | не кваліфікувалася  | не кваліфікувалася  |
| 2012                | груповий етап       | -                   | 3                   | 0                   | 2                   | 1                   | 4                   | 5                   |
| 2014                | не кваліфікувалася  | не кваліфікувалася  | не кваліфікувалася  | не кваліфікувалася  | не кваліфікувалася  | не кваліфікувалася  | не кваліфікувалася  | не кваліфікувалася  |
| 2016                | груповий етап       | -                   | 3                   | 0                   | 1                   | 2                   | 5                   | 9                   |
| 2018                | чвертьфінали        |                     | 4                   | 1                   | 2                   | 1                   | 1                   | 1                   |
| 2020                | кваліфікувалася     | кваліфікувалася     | кваліфікувалася     | кваліфікувалася     | кваліфікувалася     | кваліфікувалася     | кваліфікувалася     | кваліфікувалася     |
| Усього              | 8/18                | 0 перемог           | 27                  | 6                   | 6                   | 15                  | 31                  | 54                  |

### Юнацький чемпіонат ФФПА
| Юнацький чемпіонат ФФПА | Юнацький чемпіонат ФФПА | Юнацький чемпіонат ФФПА | Юнацький чемпіонат ФФПА | Юнацький чемпіонат ФФПА | Юнацький чемпіонат ФФПА | Юнацький чемпіонат ФФПА | Юнацький чемпіонат ФФПА | Юнацький чемпіонат ФФПА |
| Господар / Рік          | Результат               | Місце                   | І                       | В                       | Н                       | П                       | Г+                      | Г-                      |
| ----------------------- | ----------------------- | ----------------------- | ----------------------- | ----------------------- | ----------------------- | ----------------------- | ----------------------- | ----------------------- |
| 2011                    | віце-чемпіон            | 2-е                     | 4                       | 1                       | 1                       | 2                       | 7                       | 4                       |
| 2013                    | переможець              | 1-е                     | 4                       | 3                       | 1                       | 0                       | 7                       | 1                       |
| 2015                    | віце-чемпіон            | 2-е                     | 4                       | 2                       | 1                       | 1                       | 8                       | 3                       |
| 2017                    | переможець              | 1-е                     | 4                       | 4                       | 0                       | 0                       | 16                      | 2                       |
| 2018                    | півфінали               | 3-є                     | 4                       | 2                       | 1                       | 1                       | 6                       | 3                       |
| 2019                    | переможець              | 1-е                     | 5                       | 5                       | 0                       | 0                       | 28                      | 0                       |
| Усього                  | 6/6                     | 3 перемоги              | 25                      | 17                      | 4                       | 4                       | 72                      | 13                      |

## Титули і досягнення
- Юнацький чемпіонат ФФПА
  - чемпіони (3): 2013, 2017, 2019
  - віце-чемпіон (2): 2011, 2015